# Паула Ґеллібранд
Паула Ґеллібранд, маркіза де Каса Морі (англ. Paula Gellibrand, Marquise de Casa Maury, 1898—1986) — британська модель та письменниця, яку сучасники називали «найкрасивішою жінкою в Європі». 

## Біографія
Паула Ґеллібранд народилася в Пенарті у 1898 році. Її сестра Надея Ґеллібранд, також відома як Нада Руффер — редакторка Vogue.
Її чоловіками були: Іван Вілкі Брукс Педро Монес (маркіз де Каса Морі, автогонщик і засновник Curzon Cinema), Вільям Едвард Девід Аллен, та «Бой» Лонг (фермер в Елементаїті в Кенії).
Ґеллібранд все життя товаришувала з Бітоном і Мері Ліліан Матильдою, баронесою д'Ерлангер (1901—1945), була її стилісткою і подругою дитинства. 

## Діяльність
У 1936 році Паула Ґеллібранд написала у співавторстві Strange Coast, романтично-пригодницький роман, місцем дії якого є «Месханська республіка» — вигадана Грузія 1920-х. Роман видано під псевдонімом «Ліам Поул».
Роман Енід Баґнольд 1934 року під назвою «Serena Blandish» написаний на основі життя маркізи Паоли.
Як модель вона була відома виключно як «The Gellibrand». Вона «з'являлася на всіх балах і конкурсах краси як грецька богиня». 
У 1919 році Огастес Джон написав портрети «Портрет баронеси Баба д'Ерлангер (1901—1945)» і «Міс Паула Ґеллібранд (1898—1964)». Ще одною її подругою була Аліс де Жанзе.
У 1954 році вийшла книга «The Glass of Fashion»Сесіла Бітона, де Ґеллібранд описана словами і малюнками.
У 2017 році портрет «Паула Ґеллібранд, маркіза де Каса Морі» (1928) роботи Бітона було продано на аукціоні Christie's за £1 375.